# ネルソン郡 (バージニア州)
ネルソン郡（英: Nelson County）は、アメリカ合衆国バージニア州の中央部に位置する郡である。2010年国勢調査での人口は15,020人であり、2000年の14,445人から4.0%増加した。郡庁所在地は国勢調査指定地域のラビングストン（人口520人）であり、郡内に法人化された町は無い。郡内には、スキー場であるウィンターグリーン・リゾートやスワナノア邸宅があり、またテレビ番組『ウォルトンズ』で有名になったウォルトンの山がある。多くのブドウ園があり、地ビール製造所3軒、サイダー製造所1軒、ウィスキー蒸留所1軒、またクラブツリー滝がある。
ネルソン郡はシャーロッツビル大都市圏に属している。

## 歴史
17世紀にイングランド人移民がバージニア植民地に入ったとき、ネルソン郡となった地域の住民はスー語を話すナヒッサン族と呼ばれるインディアンだった。彼等はおそらくマナホーク族と繋がりがあった。
ネルソン郡は1807年にアマースト郡から分離して設立された。翌年郡政府が形成された。郡名はアメリカ独立宣言の署名者であり、1781年にはバージニア州知事を務めたトマス・ネルソン・ジュニアに因んで名付けられた。これより以前にバージニアで、やはりネルソンに因んでネルソン郡と名付けられたものがあったが、1792年にバージニアから分かれたケンタッキー州の一部になった。

### ハリケーン・カミーユ
1969年8月19日から20日の夜、ネルソン郡はハリケーン・カミーユに起因する大きな洪水に見舞われた。このハリケーンはその2日前にメキシコ湾岸を襲い、上陸した後は弱まり、ブルーリッジ山脈の東側に留まって、主に3時間の間に世界記録的な降水量である27インチ (690 mm) を降らせた。5時間雨量では37インチ (940 mm) となり、前日も1時間あたり5インチ (125 mm) の土砂降りだったので、地面は既に飽和状態だった。樹木に乗っていた動物が溺れ、人はその口や鼻の周りを手で塞いで息をつく必要があったという報告がある。
洪水と土砂崩れで153人が死亡し、中でもローズランド、タイロー、マッシーズミルだけで31人が死亡した。ネルソン郡では133の橋が流され、幾つかの町が水没した。ちっぽけなデイビスクリークの町では、52人が死亡または不明となり、洪水が収まったときに35軒あった家屋の内3軒のみが助かった。何人かの遺体は見つからなかった。25マイル (40 km) 下流で見つかった者もいた。全郡が事実上孤立し、多くの道路とあらゆる橋、電話、ラジオとテレビ、電力も遮断された。
タイ、パイニー、バッファロー、ロックフィッシュ各河川の水がジェームズ川に流れ込んだ。モーリー川がロックブリッジ郡のグラスゴーの町を破壊するなど、州内至る所で大きな洪水となった。
ネルソン郡から流れ出た水はハット・クリークなど他の支流から出た水と合わさり、ジェームズ川下流、80マイル (128 km) 東の滝線上にあるリッチモンド市ではウェストハムの洪水線より20フィート (6.1 m) 高い水位となり、市民はネルソン郡庁舎の一部、人間、建物、家畜の死骸が流れすぎてゆくのを見ていた。さらに数マイル下流、サウスリッチモンドのジェームズ川はシティロックスで水位28.6フィート (8.7 m) となり、以前は別のマンチェスター市だったサウスリッチモンドの中心街とかなりの部分を水浸しにした。この洪水による被害総額は州全体で1億4,000万米ドルと推計された。しかし、ネルソン郡ほど被害の大きな所は無かった。ネルソン郡では人口の1%が失われ、また見つかっていない。

## 地理
アメリカ合衆国国勢調査局に拠れば、郡域全面積は474平方マイル (1,228 km2)であり、このうち陸地472平方マイル (1,223 km2)、水域は2平方マイル (5 km2)で水域率は0.41%である。ブルーリッジ山脈が北西の郡境になっている。ジェームズ川が南東の郡境である。郡内にはロックフィッシュ、タイ、パイニーの各河川が流れ、他にも多くのクリークがある。

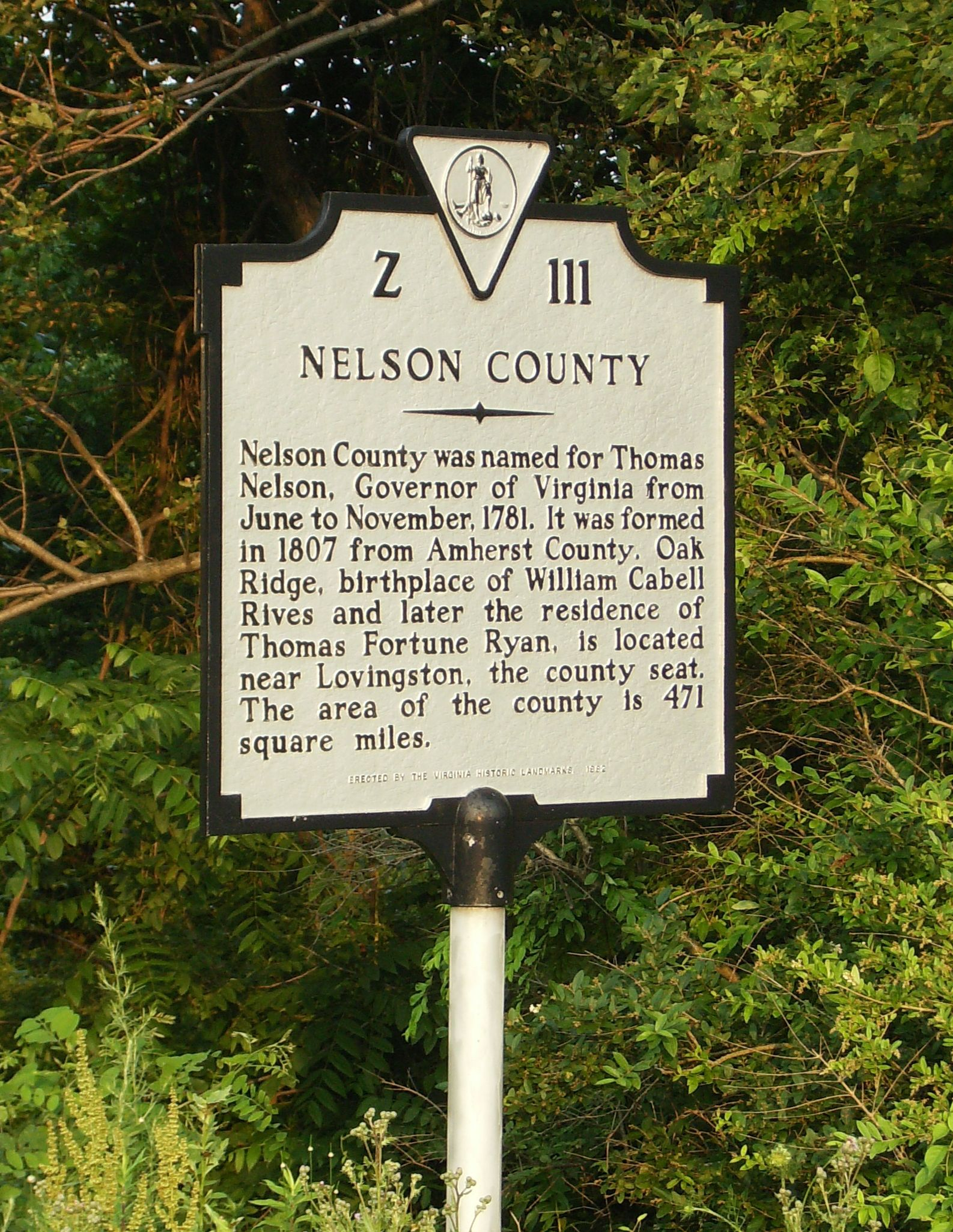
アフトン山を越えるアメリカ国道250号線東向き沿いに立つ歴史標識

### 主要高規格道路
- 州間高速道路64号線
- アメリカ国道29号線
- アメリカ国道250号線
- バージニア州道6号線
- バージニア州道56号線
- バージニア州道151号線

### 隣接する郡
- オーガスタ郡 - 北西
- アルベマール郡 - 北東
- バッキンガム郡 - 南東
- アポマトックス郡 - 南
- アマースト郡 - 南西
- ロックブリッジ郡 - 西

### 国立保護地域
- ブルーリッジ・パークウェイ（部分）
- ジョージ・ワシントン国立の森（部分）
- アメリカ合衆国電波停止地帯（部分）

## 人口動態
以下は2000年国勢調査による人口統計データである。
| 基礎データ - 人口: 14,445人 - 世帯数: 5,887 世帯 - 家族数: 4,144 家族 - 人口密度: 12人/km2（31人/mi2） - 住居数: 8,554軒 - 住居密度: 7軒/km2（18軒/mi2） 人種別人口構成 - 白人: 82.65% - アフリカン・アメリカン: 14.89% - ネイティブ・アメリカン: 0.19% - アジア人: 0.24% - 太平洋諸島系: 0.06% - その他の人種: 0.62% - 混血: 1.35% - ヒスパニック・ラテン系: 2.11% 年齢別人口構成 - 18歳未満: 21.7% - 18-24歳: 6.4% - 25-44歳: 25.6% - 45-64歳: 29.6% - 65歳以上: 16.8% - 年齢の中央値: 43歳 - 性比（女性100人あたり男性の人口） - 総人口: 94.8 - 18歳以上: 91.4 | 世帯と家族（対世帯数） - 18歳未満の子供がいる: 27.1% - 結婚・同居している夫婦: 55.7% - 未婚・離婚・死別女性が世帯主: 10.7% - 非家族世帯: 29.6% - 単身世帯: 25.0% - 65歳以上の老人1人暮らし: 10.3% - 平均構成人数 - 世帯: 2.42人 - 家族: 2.88人 収入と家計 - 収入の中央値 - 世帯: 36,769米ドル - 家族: 42,917米ドル - 性別 - 男性: 29,684米ドル - 女性: 24,153米ドル - 人口1人あたり収入: 22,230米ドル - 貧困線以下 - 対人口: 12.1% - 対家族数: 8.5% - 18歳未満: 14.4% - 65歳以上: 14.6% |

## CDP
郡内には都市も法人化された町も無い。以下は未編入の町だが、これが全てではない。
| - ラビングストン - 郡庁所在地 - アフトン - アーリントン - ブライアント - コリーン - グラッドストーン - ロードバー - マッシーズミル - モンテベロ | - ネリーズフォード - ローズランド - スカイラー - シップマン - タイロー - ウィギニア - ウッズミル |

## レクリエーション
ネリーズフォードに近いウィンターグリーン・リゾートは1975年にオープンした。開発計画は1969年に始まり、45ホールのゴルフ場、スキーとスノーボード、チュービングができるスロープが計画された。ブルーリッジ山脈の東斜面にできたウィンターグリーンは「上から下へ」のリゾートであり、アメニティの全てが頂上や尾根に作られているのが、伝統的なスキー場と異なるところである。
タイ川に沿った元バージニア・ブルーリッジ鉄道の部分が、現在はブルーリッジ・レイルトレイルの一部に使われ、21世紀初期も開発中である。このトレイルは最終的にジェームズ川とブルーリッジ・パークウェイ、さらにアパラチアン・トレイルとを繋ぐ予定である。
タイ川の一部は急流下り、カヌー、カヤックに使われている。この急流はクラスIからIIに指定されている。水流の状態によってはクラスIIIに近付くことがある。

## 教育
郡内の公共教育はネルソン郡公共教育学区が管轄している。小学校2校、中学校1校、高校1校を運営している。中学校と高校は隣接しており、ラビングストンの直ぐ郊外にある。全ての成人には無料で一般教育修了検定を提供している。

## 著名な出身者
- ロバート・モンロー、超心理学者、モンロー研究所の創設者、変性意識状態（体外離脱体験）の研究者